# The Good Doctor (4.ª temporada)
A quarta temporada da série de televisão de drama médico The Good Doctor foi ordenada em 10 fevereiro de 2020 pela American Broadcasting Company (ABC), teve sua estreia em 2 de novembro de 2020 e foi concluída em 7 de junho de 2021, contando com 20 episódios, como a temporada anterior. A temporada foi produzida pela Sony Pictures Television e ABC Signature em associação com Shore Z Productions e 3AD Media, com Daniel Dae Kim, Erin Gunn, David Kim e Sebastian Lee como produtores executivos e David Shore servindo como o showrunner e produtor executivo. A temporada foi ao ar na temporada de transmissão de 2020-21 às noites de segunda-feira às 22h00, horário do leste dos EUA.
Essa é a primeira temporada a não contar com o membro do elenco original Nicholas Gonzalez como Dr. Neil Melendez, cuja partida foi anunciada no final da temporada anterior, e Jasika Nicole como Carly Lever no elenco principal da série. É também a última temporada a contar com Antonia Thomas como Dra. Claire Browne no elenco principal.
A quarta temporada é estrelada por Freddie Highmore como Dr. Shaun Murphy, Antonia Thomas como Dra. Claire Browne, Fiona Gubelmann como Dra. Morgan Reznick, Will Yun Lee como Dr. Alex Park, Christina Chang como Dra. Audrey Lim, Paige Spara como Lea Dilallo, Hill Harper como Dr. Marcus Andrews e Richard Schiff como Dr. Aaron Glassman.
A temporada terminou com uma média de 8.16 milhões de espectadores e ficou classificada em 19.º lugar na audiência total, posição menor do que as três temporadas anteriores, e classificada em 22.º no grupo demográfico de 18 a 49 anos.

## Enredo
A série segue Shaun Murphy, um jovem cirurgião autista com síndrome de savant da cidade de tamanho médio de Casper, Wyoming, onde teve uma infância conturbada. Ele se muda para San Jose, Califórnia, para trabalhar no prestigiado Hospital San Jose St. Bonaventure.

## Elenco e personagens
| - Freddie Highmore como Dr. Shaun Murphy - Antonia Thomas como Dra. Claire Browne - Fiona Gubelmann como Dra. Morgan Reznick - Will Yun Lee como Dr. Alex Park - Christina Chang como Dra. Audrey Lim - Paige Spara como Lea Dilallo - Hill Harper como Dr. Marcus Andrews - Richard Schiff como Dr. Aaron Glassman | - Sheila Kelley como Debbie Wexler - Noah Galvin como Dr. Asher Wolke - Summer Brown como Dra. Olivia Jackson - Bria Samoné Henderson como Dra. Jordan Allen - Brian Marc como Dr. Enrique "Ricky" Guerin - Elfina Luk como Dalisay Villanueva |

### Participações
- Nicholas Gonzalez como Dr. Neil Melendez
- Beau Garrett como Jessica Preston
- Michael Liu como Dr. John Lundberg
- Sam Robert Muik como Dr. Will Hooper
- Karin Konoval como Deena Petringa
- Ricky He como Kellan Park
- Jennifer Birmingham como Mia Wuellner
- Adam Beach como Billy Carr
- Christian Clemenson como Dr. Silas Chambers
- Arlen Aguayo como Ambar Estrada
- Lochlyn Munro como Martin Cross
- Carly Pope como Lily Cross
- Daniel Di Tomasso como Zane
- Esmeralda Pimentel como Ana Morales[6]
- Osvaldo Benavides como  Dr. Mateo Rendón Osma[6]

## Episódios
| N.º na série | N.º na temp. | Título                              | Dirigido por        | Escrito por                                                              | Exibição original       | Audiência (milhões) |
| --- | ------------ | ----------------------------------- | ------------------- | ------------------------------------------------------------------------ | ----------------------- | ------------------- |
| 57 | 1            | "Frontline Part 1"                  | Mike Listo          | Liz Friedman & David Shore                                               | 2 de novembro de 2020   | 4.87                |
| Ao longo de várias semanas, os médicos do St. Bonaventure lutaram contra a pandemia COVID-19 e as mudanças que ela trouxe para suas vidas: Shaun e Lea são forçados a permanecer separados, pois Shaun se recusa a arriscar expô-la, Park adiou sua volta para Phoenix e está morando com Shaun, Glassman trabalha em casa e Andrews dorme em sua garagem para proteger sua esposa. Conforme o tempo passa, a situação começa a pesar em todos: Shaun luta por estar tão longe de Lea, Glassman se torna superprotetor com Debbie ao ponto de gerar irritação, Lim começa a perder a paciência, assim como Claire. No final das contas, Shaun e Lea passam um tempo juntos com uma porta entre eles enquanto Glassman dorme com Debbie. O episódio se concentra principalmente em três pacientes com COVID: uma mulher, que Claire sente empatia por sua filha, um homem que está em contato constante com sua esposa e é tratado por Shaun e Andrews e uma mulher grávida com quem Park se relaciona. A paciente de Claire morre, Park faz o parto da sua paciente enquanto ela está em coma e o paciente de Shaun e Andrews entra em um respirador; Park decide levar sua paciente para um tratamento intensivo. Tratando um homem com sintomas de diverticulite, Morgan descobre que ele tem COVID e que ela e a enfermeira Deena Petringa foram expostas. Enquanto olha para os pertences pessoais dos pacientes com COVID, Claire vê Melendez. O episódio tem um cartão de título afirmando que os eventos são uma história fictícia sobre uma batalha real que ainda está sendo travada. O cartão de título diz ao público para homenagear os heróis da luta, como médicos, enfermeiras e outros trabalhadores da linha de frente, muitos dos quais deram suas vidas. O cartão de título termina com uma ordem: "Faça sua parte. Use uma máscara".                                                          |              |                                     |                     |                                                                          |                         |                     |
| 58 | 2            | "Frontline Part 2"                  | Mike Listo          | David Shore & Liz Friedman                                               | 9 de novembro de 2020   | 4.76                |
| Claire lida com sua dor devolvendo os pertences dos pacientes às suas famílias enquanto alucina Melendez. Claire rastreia o dono de um conjunto de etiquetas de identificação deixadas por um paciente falecido e, com o incentivo de Melendez, decide começar a seguir em frente com sua vida. Ao mesmo tempo, Lim luta com as perdas crescentes de pacientes para COVID-19, Park continua tratando sua ex-paciente grávida e Shaun e Andrews tentam salvar a sua, que teve seu pé direito e tornozelo amputados. Agora trabalhando como interno e se recuperando de sua própria luta com o COVID, Morgan trata a enfermeira Deena Petringa, cuja condição piora continuamente; as duas mulheres se unem a Deena, oferecendo conselhos a Morgan com base em seus quarenta anos de experiência em enfermagem. Deena morre do vírus, mas os pacientes de Shaun, Andrews e Park sobrevivem e um deles é liberado três semanas depois. Glassman se abre e se reconcilia com Debbie enquanto Shaun permite que Lea passe mais tempo com ele pessoalmente, Andrews decide ficar com sua esposa em vez de continuar dormindo na garagem e Park decide terminar seu relacionamento romântico com Mia. O episódio tem um cartão de título afirmando que os eventos são uma história fictícia sobre uma batalha real que ainda está sendo travada. O cartão de título diz ao público para homenagear os heróis da luta, como médicos, enfermeiras e outros trabalhadores da linha de frente, muitos dos quais deram suas vidas. O cartão de título termina com uma ordem: "Faça sua parte. Use uma máscara". |              |                                     |                     |                                                                          |                         |                     |
| 59 | 3            | "Newbies"                           | David Straiton      | Thomas L. Moran & David Renaud                                           | 16 de novembro de 2020  | 4.30                |
| Shaun, Claire e Park são designados para supervisionar seis candidatos a residentes com apenas quatro vagas disponíveis, enquanto Morgan luta com a transição para a medicina interna. Andrews, Shaun e Park tratam uma jovem de dezessete anos recebendo implantes mamários para corrigir uma deformidade; enquanto a cirurgia é inicialmente bem-sucedida, ela experimenta complicações que colocam a paciente em coma. É determinado que a paciente tem um coágulo de sangue no cérebro, mas Andrews consegue removê-lo usando um removedor de stent e a paciente se recupera. Morgan descobre que seu paciente tem um tumor em seu coração e pede a ajuda de Claire e Lim para consertá-lo, enquanto tem problemas para se afastar do caso a ponto de Lim ter que expulsar Morgan da sala de cirurgia; apesar de algumas dificuldades, a cirurgia é um sucesso e Morgan dá crédito a Claire como a cirurgiã responsável. Enquanto almoçava com Lea, Shaun a insultava inadvertidamente, mas após receber conselhos de Glassman, a compensa sendo totalmente honesto sobre tudo o que ele ama em Lea. A equipe seleciona os médicos Jordan Allen, Asher Wolke, Olivia Jackson e Enrique Guerin como os novos residentes; Lim revela que Shaun, Claire e Park estarão ajudando a treinar os novos residentes e os avisa para não assumir a responsabilidade levianamente. Este episódio começa com uma mensagem de Freddie Highmore afirmando que o episódio retrata a esperança para o futuro, onde ninguém terá que usar máscaras ou tomar outras medidas para se proteger do COVID-19. Highmore termina a mensagem ordenando aos espectadores que se protejam e protejam os outros até que isso aconteça. |              |                                     |                     |                                                                          |                         |                     |
| 60 | 4            | "Not the Same"                      | Sarah Wayne Callies | David Hoselton & Adam Scott Weissman                                     | 23 de novembro de 2020  | 4.29                |
| Enquanto tratava de Billy, um dos pacientes de Morgan, um dos residentes juniores de Claire, Asher, descobre que Billy tem câncer de pele em vez de pelos encravados. Claire é inspirada pela atitude alegre de Billy, apesar de suas lutas. Ao mesmo tempo, Shaun e seus residentes juniores Olivia e Jordan tratam Kenzie, uma mulher grávida com gêmeos cujo próprio corpo está tentando matar um de seus filhos ainda não nascidos. Shaun surge com a solução de retirar o gêmeo mais forte e, em seguida, interromper o parto para que o gêmeo mais fraco ainda tenha tempo de crescer; apesar de alguns problemas, o plano tem sucesso em grande parte graças a Jordan, que se relaciona com Kenzie. Shaun luta para ser o mentor de Olivia e Jordan e ficar no comando desta vez, buscando conselhos de Glassman e Andrews; levando coração às críticas que recebe, Shaun dá a Olivia o apoio de que ela precisa e a Jordan uma lista de seus erros que ela precisa corrigir. Em casa, Shaun pede a Lea para voltar a morar com ele, mas ela não acha uma boa ideia agora que eles são um casal; no final das contas Lea opta por voltar a morar. Morgan continua a lutar para não ser mais um cirurgião enquanto Park, que acabou de se divorciar de Mia, vai morar com ela. Olivia é revelada como sobrinha de Andrews e luta contra sua superproteção em relação a ela. |              |                                     |                     |                                                                          |                         |                     |
| 61 | 5            | "Fault"                             | Vanessa Parise      | Peter Blake & Mark Rozeman                                               | 30 de novembro de 2020  | 4.02                |
| Claire, Park, Enrique e Jordan tratam Ellie, uma jovem que tem o marido Brendan e o novo namorado Zane por uma semana; o polyamorous Enrique fica do lado de Ellie no assunto. A equipe remove um cisto dérmico, mas causa problemas de memória com Ellie, ameaçando as memórias de seu relacionamento com Zane; Enrique resolve o problema fazendo com que Ellie filme uma mensagem para si mesma antes da operação e com pleno conhecimento de seu caso, Ellie acaba optando por permanecer com Brendan. Ao mesmo tempo, Asher se relaciona com seu primeiro paciente, Carl, mas o perde por conta de um aneurisma. Ao mesmo tempo, Morgan e Park se adaptam a viver juntos e percebem que ambos ainda são incapazes de seguir em frente com seus ex-namorados, o que leva às duas lembranças ardentes de seus ex-namorados juntos. |              |                                     |                     |                                                                          |                         |                     |
| 62 | 6            | "Lim"                               | Mike Listo          | Jessica Grasl & Tracy Taylor                                             | 11 de janeiro de 2021   | 4.06                |
| Lim e Claire tratam Ben, um veterano militar que sofre de TEPT; as duas concordam em realizar um procedimento experimental para sua condição depois que Ben quase comete suicídio. Depois de perder Carl, Shaun, lutando contra a culpa junto com Asher, se recusa a treinar os residentes; Lim depois faz com que Shaun e Asher realizem o procedimento de Ben juntos, o que prova ser bem-sucedido, já que Ben pode finalmente se abrir sobre seu trauma. Lim designa Jordan para realizar um aborto, apesar de sua relutância devido às suas crenças religiosas; depois de sair do procedimento, Jordan revela que ela mesma fez um aborto. Lim trata Rose, uma mulher que afirma ter habilidades empáticas; Rose é diagnosticada com uma doença cardíaca que causa seus sintomas, mas oferece conselhos a Lim sobre seus problemas. Tendo desenvolvido TEPT de suas experiências durante o tratamento da pandemia COVID-19, Lim é mal-humorada e rude com aqueles ao seu redor; mais tarde, ela sofre um acidente de motocicleta. Shaun se esforça para encontrar um presente de aniversário significativo para Lea, acabando por lhe dar uma festa de aniversário no hospital. Devido a um desafio, Morgan e Park se envolvem em várias travessuras por todo o hospital. |              |                                     |                     |                                                                          |                         |                     |
| 63 | 7            | "The Uncertainty Principale"        | Gary Hawes          | Doris Egan                                                               | 18 de janeiro de 2021   | 3.97                |
| Claire, Jordan e Olivia tratam uma mulher com histórico de câncer e o marido que se dedica ao trabalho para se distrair do medo de perder a esposa; depois que a mulher é diagnosticada com uma predisposição genética ao câncer, Claire sugere que ele ajude a esposa durante o tratamento antes de se divorciar dela, em vez de continuar a causar dor a ambos. Ao mesmo tempo, Andrews, Park, Shaun, Asher e Enrique tratam um homem que está tentando alcançar a imortalidade usando a edição do gene CRISPR, mas no processo causou a si mesmo uma série de novos distúrbios que lhe causarão dor pelo resto de sua vida. Shaun consegue descobrir como usar o CRISPR para reverter o dano, mas o paciente opta por viver com a dor e sem a esposa em vez de perder os benefícios que recebeu do tratamento; o marido do paciente com câncer, em contraste, opta por vender seu negócio para se dedicar a cuidar de sua esposa, em vez de perdê-la. Durante esse tempo, Jordan tenta vender uma palmilha que ela inventou, que a equipe considera extremamente eficaz. Lea procura sexo no chuveiro com Shaun, que descobre que Lea tem um ex-marido sobre o qual ela nunca lhe contou; depois de fazer uma pesquisa com a equipe e testemunhar a maneira como os relacionamentos dos pacientes terminaram, Shaun concorda em tomar banho. Claire e Enrique começam a desenvolver um relacionamento mais próximo, mas durante seu caminho para visitar Lim, Claire descobre a motocicleta destruída de Lim, sobre a qual Lim mentiu para todos. |              |                                     |                     |                                                                          |                         |                     |
| 64 | 8            | "Parenting"                         | Rachel Leiterman    | Patti Carr                                                               | 25 de janeiro de 2021   | 4.30                |
| Shaun, Asher e Enrique tratam Darya, uma jovem ginasta com um relacionamento distante com seu pai e que precisa de fusão espinhal, cirurgia que arruinaria sua carreira. Ao mesmo tempo, Andrews, Jordan e Olivia tratam o pai de Darya, que sofre de ruptura no esôfago, e Andrews incentiva Olivia a ser mais agressiva em suas interações e no tratamento de pacientes; Olivia posteriormente afirma sua independência da visão de Andrews sobre ela. Lim força Darya a ver o impacto de suas escolhas e ela se reconcilia com seu pai e sofre a fusão espinhal. Os pais de Lea vêm para uma visita surpresa e Shaun sugere que eles estão julgando Lea por seus erros no passado, e não por quem Lea é agora; Os pais de Lea mais tarde convidaram os dois para jantar, sugerindo que eles levaram as palavras de Shaun a sério. Lea confronta Glassman sobre seus próprios problemas com o relacionamento e Glassman admite que, embora goste de Lea, ele sabe que ela está em uma posição de partir o coração de Shaun e ele não consegue parar de se preocupar com a segurança de Shaun. Lim continua a se recusar a procurar tratamento para seu TEPT e a ficar ainda mais fora de controle; preocupada, Claire relata a condição de Lim para Glassman. |              |                                     |                     |                                                                          |                         |                     |
| 65 | 9            | "Irresponsible Salad Bar Practices" | Felipe Rodriguez    | Sam Chanse & Liz Friedman                                                | 15 de fevereiro de 2021 | 4.40                |
| Claire, Enrique e Andrews tratam de Zara, uma afro-americana proprietária de um dispensário de maconha; depois de traçar o perfil racial de Zara na admissão ao hospital, o erro de Claire quase a mata. Apesar de ter sido removida da equipe para a cirurgia, a visão de Claire salva a vida de Zara; Claire mais tarde se reconcilia com Zara, que ajuda Claire a perceber que ela passou sua vida ajustando seu comportamento para deixar os brancos confortáveis, algo que incomoda muito Claire junto com a revelação de que pacientes afro-americanos e latinos recebem menos controle da dor dos médicos. Ao mesmo tempo, Shaun, Jordan e Asher tratam de Rio, um homem transgênero com um tumor hipofisário agravado por uma gravidez inesperada; A decisão de Rio de ficar com o bebê causa problemas com seu noivo Eli até que Shaun ajuda a convencer Eli a apoiar a decisão de Rio. Durante a cirurgia de Rio, ele teve problemas devido a uma embolia aérea, levando Lim a um episódio de TEPT; Lim se recupera rapidamente e eles conseguem salvar Rio e remover o tumor. Tendo continuado a resistir ao tratamento para sua condição, Lim finalmente começa a tomar medicamentos após o incidente com Rio e ela se abre para Andrews sobre sua condição. Shaun se apaixona pela residente de radiologia Cintia D'Souza e Lea trabalha para ajudá-lo a superar isso. |              |                                     |                     |                                                                          |                         |                     |
| 66 | 10           | "Decrypt"                           | Freddie Highmore    | Thomas L. Moran & Adam Scott Weissman                                    | 22 de fevereiro de 2021 | 3.91                |
| O hospital sofre um ataque cibernético de hackers que exigem US $ 2 milhões ou destruirão os dados e as máquinas de imagem do hospital. Depois de descobrir como consertar os servidores, Lea conclui que os hackers estão blefando, mas não sabe se deve agir; Glassman ordena que ela não corra o risco. No último minuto, Lea restaura o sistema e prova estar correta; embora Glassman esteja zangado com o risco que correu, Lea ganha seu respeito e um convite para seu próximo jogo de pôquer. Morgan pede a ajuda de Park, Asher e Jordan para salvar Jamie, uma jovem com síndrome de Down que precisa de um transplante de fígado; ao dar um rim a um ex-presidiário cuja filha é compatível para Jamie, eles salvam Jamie e o prisioneiro. Claire, Shaun, Olivia e Lim tratam de Cort, um filantropo que revela, sob pressão, que mentiu sobre ser um sobrevivente do câncer. Um denunciante no hospital revela a verdade para a mídia levando Lim a acusar Claire. Olivia assume a responsabilidade de revelar a verdade sobre Cort e é demitida; Cort sente alívio porque seu segredo foi revelado, enquanto Lim arrependido faz as pazes com Claire. Andrews revela a Olivia que ele era o denunciante, nunca tendo esperado que Lim acusasse ninguém sem provas. Olivia explica que nunca quis ser médica e viu a demissão como uma oportunidade de descobrir quem ela realmente quer ser; Andrews promete apoiá-la. |              |                                     |                     |                                                                          |                         |                     |
| 67 | 11           | "We're All Crazy Sometimes"         | Mike Listo          | David Hoselton & David Renaud                                            | 8 de março de 2021      | 4.24                |
| Morgan e Shaun tratam Dannie, uma mulher em coma por dez anos após um aneurisma cerebral cujo marido Elias não suporta deixá-la ir. Depois de removerem um tumor, Dannie inesperadamente recupera a consciência, mas a situação é temporária; por sugestão de Morgan, Dannie assina uma ordem de não ressuscitar para que Elias possa seguir em frente com sua vida. Glassman traz Andrews, Claire e Asher para ajudá-lo a tratar Jeffrey, um jovem com espondilite anquilosante, que o transformou em um pretzel humano; A rejeição de Glassman a Park - que ainda mora com Morgan - pesa sobre ele. Uma complicação quase força a equipe a reverter a cirurgia, mas Glassman surge com uma solução bem-sucedida; depois, Jeffrey se levanta com a ajuda de um andador e abraça Glassman, uma ação que ele não conseguia fazer desde menino. Impressionado com a determinação de Glassman em realizar o impossível, Andrews oferece a ele três casos que ele havia rejeitado anteriormente. Asher e Claire enfrentam medos relacionados às suas mães: comer um cheeseburger e cantar, respectivamente. O carro de Lea é rebocado por um motorista de caminhão de reboque inescrupuloso que tenta cobrar taxas exorbitantes de Lea com Shaun pego no meio; Shaun ajuda Lea a escapar com seu carro depois de pagar ao homem o que ele realmente deve, em vez de permitir que Lea recorra a medidas mais extremas. Quando Shaun confronta Lea sobre seu recente comportamento maluco, Lea revela que ela está grávida. |              |                                     |                     |                                                                          |                         |                     |
| 68 | 12           | "Teeny Blue Eyes"                   | Rebecca Moline      | Peter Blake & Mark Rozeman                                               | 22 de março de 2021     | 4.26                |
| Shaun, Claire e Enrique tratam do Doutor Silas Chambers, que está determinado a ter distonia de músico por sua técnica cirúrgica; Silas exige que a equipe faça uma cirurgia de risco para que ele possa continuar sua carreira cirúrgica. Shaun percebe que Silas também é autista e tenta convencê-lo a não arriscar sua vida em vez de mudá-la, mas Silas dedicou sua vida a ser um médico a ponto de sentir que é a única razão pela qual as pessoas se importam com ele; a cirurgia é um sucesso e Silas agradece sinceramente a Shaun e Enrique com um respeito que ele nunca demonstrou antes. Morgan, Park, Asher e Lim tratam Oscar, que sente uma dor intensa ao menor toque em seu rosto; Morgan e Park discordam sobre seu tratamento, mas se unem para salvar Oscar de uma complicação perigosa. Depois que Park admite uma atração por ela, Morgan ordena que ele se mude; enquanto se prepara para sair, Morgan revela que a atração é mútua e eles se beijam. Enrique decide deixar o hospital para ingressar em um programa que o capacitará a viajar pelo mundo e ajudar em áreas carentes; inspirada pela sugestão de despedida de Enrique de que ela fizesse algo por si mesma de vez em quando, Claire procura informações sobre uma turnê musical em Paris. Shaun e Lea lutam para saber o que fazer a respeito de sua gravidez; depois de inicialmente decidir fazer um aborto, Shaun e Lea mudam de ideia e decidem ficar com o bebê. |              |                                     |                     |                                                                          |                         |                     |
| 69 | 13           | "Spilled Milk"                      | Sarah Wayne Callies | Jessica Grasl & Tracy Taylor                                             | 29 de março de 2021     | 4.39                |
| A equipe trata Maya Flores, uma dançarina que está com um sangramento após uma colisão com o cotovelo. Ela é levada às pressas para a cirurgia e seu sangramento não está coagulando. Após a cirurgia, Maya diz à equipe que sua perna direita a incomoda há meses, e Shaun sugere fazer radiografias de seu quadril e fêmur para descartar uma possível fratura. Asher conta a Maya uma história pessoal para persuadi-la a não arriscar sua vida continuando sua carreira de dança. Em uma cirurgia posterior, Maya começa a rejeitar as plaquetas. Asher pede a seu parceiro de dança, Leo, para tomar a decisão de salvar a vida de Maya. Claire recebe uma visita surpresa de seu pai distante, que sofre um derrame repentino e é levado a St. Bonaventure para ser tratado. Embora Claire esteja relutante em perdoar e lamentar seu pai no início, ela é encorajada por Shaun e Lim a se reconciliar com seu pai. Shaun acompanha Lea ao ultrassom depois de discordar dela sobre o que ela percebe como uma falta de sentimento pelo filho. |              |                                     |                     |                                                                          |                         |                     |
| 70 | 14           | "Gender Reveal"                     | Tim Southam         | Debbie Ezer                                                              | 19 de abril de 2021     | 4.15                |
| Morgan, Park e Asher tratam de Bradley Vargas, um famoso lutador de MMA que descobriu ter câncer de mama; Bradley opta por fazer um tratamento de quimioterapia debilitante em vez da mastectomia que ele precisa devido ao medo de arruinar sua imagem, mas Park o convence a fazer a cirurgia e para ser honesto com seus fãs, que dão a Bradley um grande apoio. Shaun, Claire e Jordan tratam Jean, um aviador da Marinha cuja cirurgia de substituição do quadril passa por complicações que se provam difíceis de diagnosticar; depois de saber que o médico regular de Jean descartou muitos de seus sintomas como sendo da menopausa e não os mapeou adequadamente, os três recorreram a mulheres nas redes sociais para obter ajuda. Jean acaba sendo diagnosticada com doença de Parkinson com o atraso no tratamento, causando-lhe sintomas irreversíveis e terminando sua carreira; inicialmente em conflito com sua mãe emocionalmente distante, a filha de Jean, Tory, a consola enquanto ela desmorona. Shaun e Lea descobrem que estão esperando uma garota e discutem sobre Lea ter uma doula; após ver o desfecho do caso de Jean, Shaun concorda com o pedido de Lea. Morgan encoraja Park a ver outras mulheres também, às quais ele resiste no início, mas acaba aceitando um encontro com uma residente de pediatria; depois de ver a compaixão e a paixão de Park enquanto tratava de Bradley, Morgan parece se arrepender de sua decisão e fica com ciúmes do par de Park. |              |                                     |                     |                                                                          |                         |                     |
| 71 | 15           | "Waiting"                           | Gary Hawes          | História por : Oren Gottfried Roteiro por : David Hoselton & David Shore | 26 de abril de 2021     | 3.78                |
| Em uma manifestação, dois meninos, Ethan e Mason, são baleados na cabeça e no peito, respectivamente, e são levados às pressas para o St. Bonaventure, onde a equipe tenta desesperadamente salvá-los; suas mães, Taryn e Carina, são apoiadas por Lea, que aguarda o resultado de um teste de diabetes gestacional; no entanto, as duas mulheres são deixadas em desacordo sobre suas opiniões políticas divergentes. Embora as cirurgias iniciais tenham sucesso, Mason experimenta uma complicação que requer uma cirurgia intensiva de transfusão de sangue, mas o hospital não tem sangue suficiente após a cirurgia inicial em Mason e é improvável que obtenha o suficiente a tempo; Taryn doa o sangue necessário e Mason se recupera. Descobre-se que Ethan tem um fragmento de bala que acabará por matá-lo e que nem mesmo Glassman consegue descobrir como remover. Shaun e Park levam a situação a sério com Park quase deixando o caso; Morgan convence Park a não abandonar Ethan e ele é capaz de descobrir uma maneira de remover o fragmento e salvar a vida de Ethan. Claire e Asher brigam por causa de suas próprias opiniões políticas, mas eles decidem fazer uma refeição juntos e conversar sobre isso assim que seus turnos acabarem. Embora Park admita que Morgan é boa para ele, ele não está disposto a continuar um relacionamento apenas sexual e decide buscar um relacionamento com Heather; Morgan oferece a Park seu apoio, mas em particular parece estar chateado por perdê-lo. Os resultados dos exames de Lea voltaram bons, mas quando ela e Shaun deixaram o hospital, Lea de repente desmaiou de dor, deixando Shaun pedindo ajuda. |              |                                     |                     |                                                                          |                         |                     |
| 72 | 16           | "Dr. Ted"                           | Anne Renton         | Patti Carr & Sam Chans                                                   | 10 de maio de 2021      | 3.91                |
| Uma senhora idosa é levada às pressas para St. Bonaventure após desmaiar em um evento Art Nouveau. Depois de aplainar e, em seguida, voltar à vida, a equipe descobre que ela está com uma doença terminal e tem um implante cardíaco destinado a manter seu sangue bombeando caso seu coração pare. Ela então opta por fazer uma cirurgia para remover a bomba, tendo assinado uma ONR. Enquanto isso, Shaun entra em conflito com o Dr. Lim enquanto ele tenta pegar o caso de Lea. Quando a perna de Lea fica roxa, é revelado que ela tem um coágulo no pulmão. Shaun se senta em uma cadeira esperando o resultado de um teste voltar, quando Claire entra na sala. Ela diz a Shaun que Lea não tinha um, mas dois coágulos de sangue, um dos quais estava localizado no cordão umbilical do bebê. Shaun explica para Lea que não havia como o bebê ter sobrevivido. Ela começa a soluçar histericamente, então decide fazer um aborto cirúrgico para removê-lo. |              |                                     |                     |                                                                          |                         |                     |
| 73 | 17           | "Letting Go"                        | James Genn          | Doris Egan                                                               | 17 de maio de 2021      | 3.80                |
| Claire, Lim e Morgan tratam a ídolo de Claire, a senadora Marian Clark, que tem um aneurisma cerebral, mas está mais preocupada com sua imagem do que sendo sincera com seu marido, recebendo um tratamento mais arriscado como resultado; apesar de algumas complicações, Lim e Claire tratam com sucesso sua condição, mas Claire fica desiludida com as mentiras da senadora; no entanto, ela também reconhece o quão solitária isso torna a vida de Marian e expressa simpatia por ela por isso. Shaun se recusa a tirar uma folga do trabalho e acusa impetuosamente o Dr. Paul Nakano de cometer um erro durante a cirurgia de ponte de safena do paciente Artie Hill que está causando sua insuficiência cardíaca leve; A atitude de Shaun faz com que ele despreze Andrews e Park, especialmente quando os testes provam que Shaun está errado, mas ambos são simpáticos devido ao aborto recente de Lea. Shaun mais tarde percebe que, embora estivesse errado sobre Paul ter cometido um erro, ele estava certo de que havia um problema e ele interrompeu a cirurgia bem a tempo de salvar a vida de Artie; trabalhando juntos, Shaun, Paul, Andrews e Park são capazes de realizar o procedimento correto para corrigir o problema. Paul, que é o ex-mentor de Andrews desde quando ele era residente, opta por se aposentar da cirurgia após cometer um pequeno erro durante o procedimento, tendo jurado fazê-lo há muito tempo em vez de racionalizar seus erros e continuar a arriscar prejudicar seus pacientes através de suas ações. Enquanto Shaun se esforça para entender como lidar com sua perda, Lea entra em depressão, evitando revelar o aborto para sua mãe e lutando com os desejos de boa sorte de seus colegas; depois de falar com Glassman e Andrews, Shaun silenciosamente segura Lea enquanto ela desaba, a única outra pessoa que consegue entender o que ela está passando. |              |                                     |                     |                                                                          |                         |                     |
| 74 | 18           | "Forgive or Forget"                 | Lee Friedlander     | Thomas L. Moran & David Renaud                                           | 24 de maio de 2021      | 4.03                |
| Shaun surpreende Lea em luto com um acampamento. Quando eles chegam a Yosemite, eles são rejeitados. Eles chegam a um novo acampamento, onde lutam para se aclimatar ao ar livre. Na manhã seguinte, durante uma caminhada planejada, Shaun cai de um tronco, machucando gravemente o tornozelo. Lea realiza uma cirurgia de emergência nele usando um kit de conserto de barraca e um anzol para salvar sua vida. Claire tenta evitar uma conversa com seu pai sobre o passado deles. Claire e Lim tratam uma menina de 12 anos com um tumor no pescoço; quando descobrem que o tumor ficou perigoso, eles a levam para a cirurgia. Park, Morgan e Asher abordam o caso de um homem que usa cogumelos para combater sua depressão. Depois de uma acalorada discussão com Glassman, Debbie faz as malas e vai embora. |              |                                     |                     |                                                                          |                         |                     |
| 75 | 19           | "Venga"                             | Mike Listo          | Liz Friedman & Jessica Grasl                                             | 31 de maio de 2021      | 3.56                |
| Shaun, Lea, Claire, Morgan, Lim, Andrews e Park viajam para a Guatemala para realizar doze cirurgias em pacientes que de outra forma morreriam. Enquanto a equipe passa três dias avaliando quarenta possíveis candidatos, Andrews se relaciona com um jovem que precisa de uma cirurgia complexa para remover um tumor e pede a ajuda de Shaun para elaborar um plano cirúrgico. Claire se liga a uma mãe solteira que precisa da remoção de cálculos biliares e Morgan fica arrasada por ter que rejeitar um menino como um possível candidato e recusa as tentativas de Park de confortá-la. Ao mesmo tempo, Lea continua a lutar com a perda de seu bebê e diz a Shaun que está pensando em voltar para a Pensilvânia por um tempo para se recuperar de todos os lembretes constantes de sua perda. Um dos candidatos à cirurgia desenvolve um coágulo de sangue que Shaun e Claire conseguem separar com veneno de cobra, mas isso o desacredita para a cirurgia, resultando nos pacientes de Andrews e Claire na lista final. Ao mesmo tempo, Lim se relaciona com o médico mexicano Mateo Rendón Osma. Os dois são sequestrados por uma família que passa por um trabalho difícil e está desesperada por ajuda médica; Lim e Mateo fazem um parto juntos com sucesso e, ao retornarem ao hotel, fazem sexo um com o outro. |              |                                     |                     |                                                                          |                         |                     |
| 76 | 20           | "Vamos"                             | Mike Listo          | Peter Blake & David Shore                                                | 7 de junho de 2021      | 3.99                |
| Os médicos começam a realizar as cirurgias programadas prejudicadas no primeiro dia por uma perda de energia; depois de revelar que sua esposa o está deixando por outra pessoa, Andrews desiste de sua aliança de casamento para pagar os suprimentos médicos necessários para concluir com sucesso a cirurgia em seu jovem paciente, Bastion. Descobre-se que a paciente de Claire, Edna, tem câncer na vesícula biliar, e não cálculos biliares, exigindo uma cirurgia mais complexa; quando Edna desenvolve complicações, Shaun incentiva Claire a confiar em seus próprios instintos sobre o assunto e ela é capaz de salvar Edna. Um de seus pacientes se machuca novamente no trabalho e Morgan decide operar a si mesma quando não há mais ninguém disponível; apesar de sentir uma dor intensa, Morgan completa a maior parte da cirurgia antes de Park assumir. Lim se abre para Mateo sobre seu TEPT e, por sua vez, ele revela que é procurado nos Estados Unidos por uma agressão; ambos decidem parar de fugir de seus passados e seguir em frente com Mateo prometendo visitar Lim assim que ele tiver seu ataque esclarecido. Morgan se abre para Park sobre seus medos e eles admitem seu amor um pelo outro e começam um relacionamento. Claire decide permanecer na Guatemala para continuar ajudando as pessoas com seu primeiro paciente, Miguel, o homem que foi expulso da lista de cirurgias após ter um coágulo sanguíneo; em um movimento raro para ele, Shaun abraça Claire quando eles se despedem. Depois de ajudar a salvar a vida de um bebê, Lea decide não voltar para a Pensilvânia e, em vez disso, propõe casamento a Shaun, que aceita. |              |                                     |                     |                                                                          |                         |                     |

## Produção

### Desenvolvimento
Em 10 de fevereiro de 2020, a ABC renovou a série para uma quarta temporada, que estreou em 2 de novembro de 2020.
As filmagens para a quarta temporada estavam originalmente programadas para começar em 4 de agosto de 2020 e terminar em 13 de abril de 2021, mas foi posteriormente adiado para começar em 2 de setembro de 2020 e terminar em 28 de maio de 2021. Em 31 de março de 2021, Hill Harper confirmou em sua conta no Twitter que a quarta temporada teria 20 episódios.

### Roteiro
Em 6 de agosto de 2020, foi relatado que a abertura da quarta temporada estava definida para se concentrar na pandemia de COVID-19. David Shore, o showrunner declarou que "Eu nunca escrevi sobre algo enquanto estávamos no meio disso, e certamente não de uma forma onde eu não sei o que o amanhã trará. [...] Francamente, é um desafio que espero não enfrentar novamente". O enredo sobre a pandemia não foi abordado em toda a temporada, apenas na estreia de duas partes, tendo um salto temporal para um futuro pós pandemia. Sobre o salto temporal, o showrunner disse que "Somos um programa sobre esperança, e queríamos voltar à normalidade, mesmo que nossas histórias nem sempre sejam histórias felizes, são histórias sobre esperança. Queríamos voltar ao mundo que esperamos que todos enfrentemos mais cedo, em vez de mais tarde" E sobre como o programa trabalhou a pandemia, Shore disse que está orgulhoso que The Good Doctor reconheceu o trabalho contínuo dos trabalhadores da linha de frente.

### Casting
Em 30 de março de 2020, final da temporada anterior, o personagem de Nicholas Gonzalez, Dr. Neil Melendez, foi morto, fazendo com que Gonzalez não voltasse como um membro do elenco principal para a quarta temporada. Também em 30 de março, o showrunner David Shore comunicou que Jasika Nicole também não retornaria para a próxima temporada como membro principal.
Em outubro de 2020, Noah Galvin, Summer Brown, Bria Samoné Henderson e Brian Marc foram escalados para papéis recorrentes para a quarta temporada. Em 19 de outubro de 2020, foi anunciado que Beau Garrett reprisaria seu papel como Jessica Preston na estreia da 4ª temporada. Garrett, que era membro do elenco principal na primeira temporada, retorna depois de mais de dois anos desde sua partida abrupta. Em 7 de junho de 2021, data da final da quarta temporada, foi anunciado que Antonia Thomas, intérprete de Claire Browne, estaria deixando o programa e não retornaria para a próxima temporada.

## Recepção

### Audiência
| №  | Título                              | Exibição original       | Rating/share (18–49) | Audiência (em milhões) | DVR (18–49) | Audiência em DVR (milhões) | Total (18–49) | Audiência total (em milhões) |
| -- | ----------------------------------- | ----------------------- | -------------------- | ---------------------- | ----------- | -------------------------- | ------------- | ---------------------------- |
| 1  | "Frontline Part 1"                  | 2 de novembro de 2020   | 0.7                  | 4.87                   | 0.8         | 4.48                       | 1.5           | 9.35                         |
| 2  | "Frontline Part 2"                  | 9 de novembro de 2020   | 0.6                  | 4.76                   | 0.8         | 4.31                       | 1.4           | 9.07                         |
| 3  | "Newbies"                           | 16 de novembro de 2020  | 0.6                  | 4.30                   | 0.7         | 4.30                       | 1.3           | 8.60                         |
| 4  | "Not the Same"                      | 23 de novembro de 2020  | 0.6                  | 4.29                   | 0.8         | 4.17                       | 1.4           | 8.46                         |
| 5  | "Fault"                             | 30 de dezembro de 2020  | 0.6                  | 4.02                   | 0.6         | 4.10                       | 1.2           | 8.12                         |
| 6  | "Lim"                               | 11 de janeiro de 2021   | 0.6                  | 4.06                   | 0.7         | 4.24                       | 1.3           | 8.30                         |
| 7  | "The Uncertainty Principale"        | 18 de janeiro de 2021   | 0.6                  | 3.97                   | 0.6         | 3.19                       | 1.2           | 7.16                         |
| 8  | "Parenting"                         | 25 de janeiro de 2021   | 0.7                  | 4.30                   | N/A         | N/A                        | N/A           | N/A                          |
| 9  | "Irresponsible Salad Bar Practices" | 15 de fevereiro de 2021 | 0.6                  | 4.40                   | 0.7         | 3.94                       | 1.3           | 8.34                         |
| 10 | "Decrypt"                           | 22 de fevereiro de 2021 | 0.6                  | 3.91                   | 0.7         | 4.27                       | 1.3           | 8.19                         |
| 11 | "We're All Crazy Sometimes"         | 8 de março de 2021      | 0.6                  | 4.24                   | 0.6         | 3.98                       | 1.2           | 8.22                         |
| 12 | "Teeny Blue Eyes"                   | 22 de março de 2021     | 0.5                  | 4.26                   | N/A         | N/A                        | N/A           | N/A                          |
| 13 | "Spilled Milk"                      | 29 de março de 2021     | 0.6                  | 4.39                   | N/A         | N/A                        | N/A           | N/A                          |
| 14 | "Gender Reveal"                     | 19 de abril de 2021     | 0.5                  | 4.15                   | 0.6         | 3.77                       | 1.1           | 7.92                         |
| 15 | "Waiting"                           | 26 de abril de 2021     | 0.5                  | 3.78                   | 0.6         | 3.68                       | 1.1           | 7.45                         |
| 16 | "Dr. Ted"                           | 10 de maio de 2021      | 0.5                  | 3.91                   | 0.6         | 3.64                       | 1.1           | 7.55                         |
| 17 | "Letting Go"                        | 17 de maio de 2021      | 0.6                  | 3.80                   | 0.6         | 3.40                       | 1.1           | 7.19                         |
| 18 | "Forgive or Forget"                 | 24 de maio de 2021      | 0.6                  | 4.03                   | 0.6         | 3.47                       | 1.2           | 7.50                         |
| 19 | "Venga"                             | 31 de maio 2021         | 0.5                  | 3.56                   | 0.5         | 3.50                       | 1.0           | 7.06                         |
| 20 | "Vamos"                             | 7 de junho de 2021      | 0.6                  | 3.99                   | 0.5         | 3.57                       | 1.1           | 7.56                         |

Notas
1. ↑  A audiência ao vivo+7 dias não estava disponível, portanto, a audiência ao vivo+3 dias foi usada.